# Cellograff

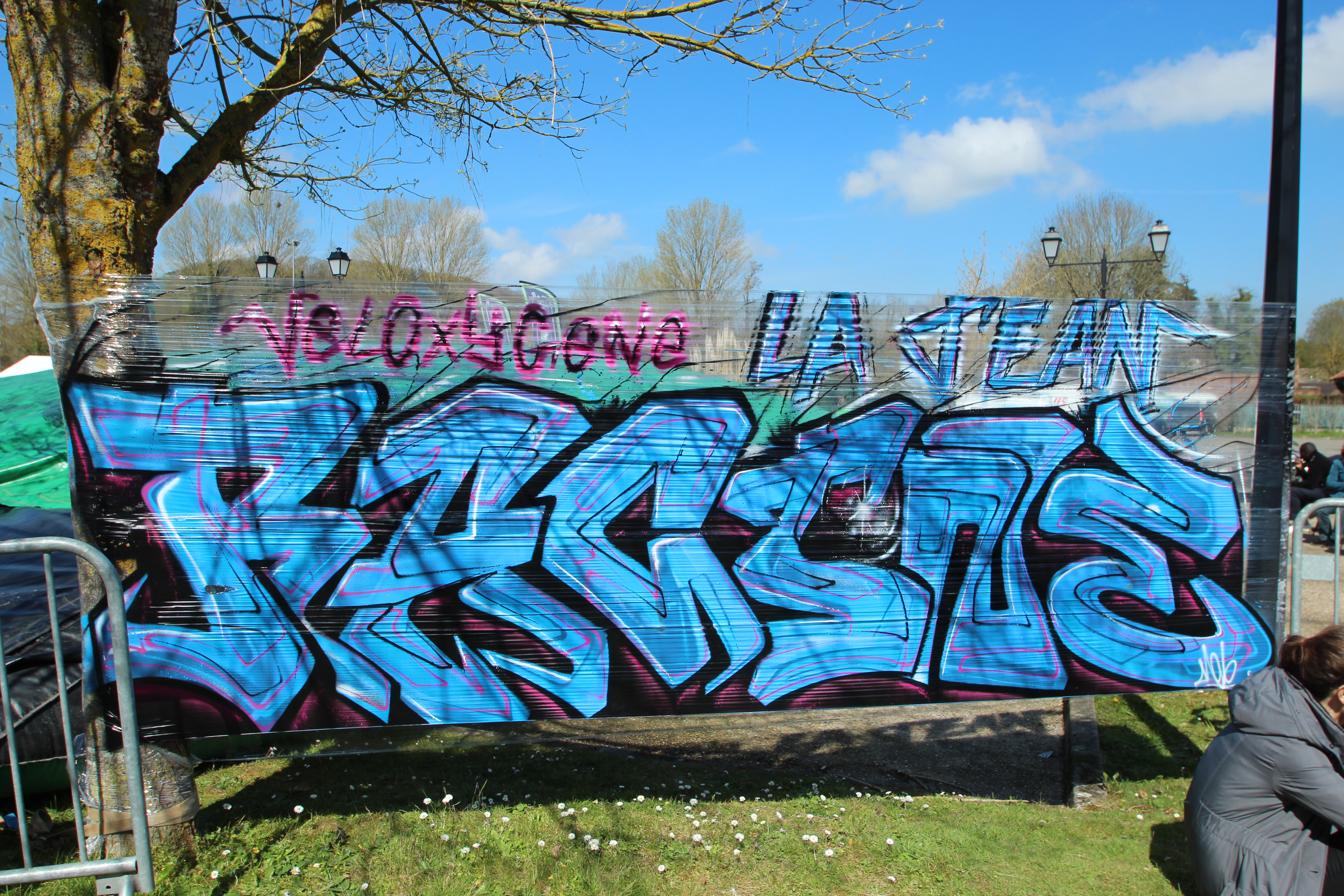
Cellograf lors de la course La Jean Racine 2016 à Saint-Rémy-lès-Chevreuse

Le Cellograff, ou Graffiti sur cellophane, est un concept permettant de créer des graffitis ou tags de façon éphémère sur une bande cellophane. L'idée a été trouvée en 2006 par un étudiant des Beaux-Arts du  Val-d'Oise, Kanos, qui l'a développée en 2009 avec l'un de ses amis, Astro.

## Aspect pratique
Le but du Cellograff est de peindre sur une surface de cellophane tendue entre deux poteaux ou deux arbres ou autour d'un arbre, en ville ou dans des espaces naturels tels que la forêt. Il permet d'intervenir dans divers espaces publics sans dégrader le mobilier urbain ou la nature et sans déranger les habitants ou l'autorité publique . Ce procédé artistique s'oppose au Graffiti vandale de par la dimension éphémère des œuvres réalisées.
Il est de plus en plus utilisé dans les festivals sportifs, culturels et/ou artistiques où interviennent les graffeurs . 

## Aspect technique
La cellophane utilisée est plus extensible et plus opaque que celle disponible habituellement dans le commerce, ce qui permet à la peinture de mieux adhérer. Le concept a été repris par plusieurs enseignes spécialisées dans le matériel de Graffiti qui proposent des films de cellophane de 50 centimètres de largeur et d'une longueur totale de 300 mètres.